# Dom Pedrito
Dom Pedrito é um município do estado do Rio Grande do Sul, no extremo Sul do Brasil.

## História
Desmembrado de Bagé, o povoamento surgiu com o contrabando. Um espanhol, Pedro Ansuateguy, apelidado de Dom Pedrito, organizava esta atividade ilegal, abrindo picadas que deram origem a estradas, de onde surgiu seu nome.
O povoamento da região sede iniciou em 1800, emancipando-se em 1872. Inicialmente, denominou-se N. Sra. do Patrocínio de Dom Pedrito. Posteriormente, passou a chamar-se somente Dom Pedrito. A partir de 1888, a sede foi elevada à categoria de município.
Esta região foi duramente atingida por três conflitos armados, Revolução Farroupilha, Revolução Federalista de 1893 e pela Revolução de 1923. O Tratado de Paz da Revolução Farroupilha ocorreu em Ponche Verde, distrito de Dom Pedrito, o que lhe deu o apelido de Capital da Paz.
Após a Revolução de 1923, o progresso tomou grande impulso na zona, principalmente nos setores de criação de gado e triticultura. Dom Pedrito mantém sua área geográfica desde sua emancipação, não tendo dado origem a nenhum outro município.
No final do século XX, houve grande impulso na orizicultura. No início do século XXI, iniciou-se o plantio de uvas para a elaboração industrial de vinho. Também se produz outras frutas, como o melão.

## Geografia

### Localização
O município de Dom Pedrito se limita ao sul, em curta fronteira, com o Departamento de Rivera, Uruguai . No estado, se limita a oeste com Santana do Livramento, ao norte com Rosário do Sul, com São Gabriel (limite municipal bem curto) e com Lavras do Sul. A leste o limite é com Bagé.
O município é servido pelas bacias hidrográficas dos rios Rio Camaquã e Rio Santa Maria. Este último nasce no nordeste do município.
A população estimada em 2018, foi de 38 589 habitantes, conforme estimativa do IBGE. A distância rodoviária até Porto Alegre, capital administrativa estadual, é de 441 km.

## Subdivisões

### Distritos
| Distrito        | População |
| --------------- | --------- |
| Dom Pedrito     | 39700     |
| Torquato Severo | 700       |

### Clima
Segundo dados do Instituto Nacional de Meteorologia (INMET), referentes ao período de outubro de 2010 a março de 2020, a menor temperatura registrada em Dom Pedrito foi de −4 °C no dia 7 de julho de 2019, e a maior atingiu 39,8 °C em 13 de março de 2020. O maior acumulado de precipitação em 24 horas foi de 140 milímetros (mm) em 9 de janeiro de 2019.

## Transporte
A rodovia BR-293 liga o município a Bagé e a Santana do Livramento.